# Kanton Roura
Kanton Roura (francouzsky Canton de Roura) byl francouzský kanton v departementu Francouzská Guyana v regionu Francouzská Guyana. Byl tvořen pouze obcí Roura. Zrušen byl po reformě kantonů 2014.